# 존 보인

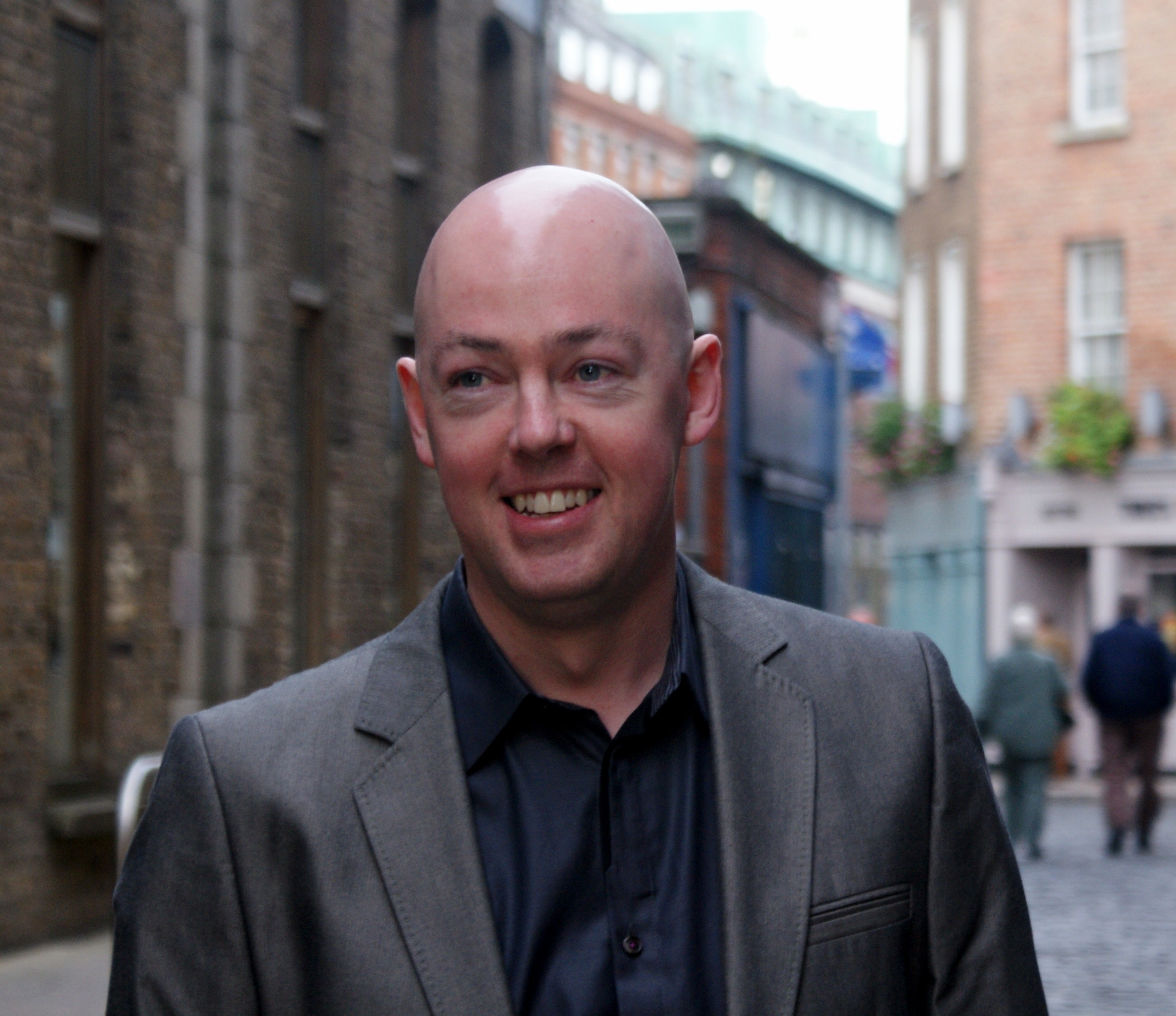
존 보인

존 보인(John Boyne, 1971년 4월 27일 ~ )은 아일랜드의 소설가이다. 대표 작품으로 《줄무늬 파자마를 입은 소년》이 있다.